# Sloup Nejsvětější Trojice (Žatec)
Sloup Nejsvětější Trojice je monumentální barokní sloup, stojící v centru náměstí Svobody v Žatci. Byl postaven sochařem Františkem Tollingerem z Litoměřic jako ochrana před morovými epidemiemi v letech 1707–1713.
Jde o tzv. "oblačný" sloup, v Českých zemích poměrně vzácný typ mariánského (trojičního) barokního sloupu, kde je obvyklý jednoduchý štíhlý sloup či obelisk nahrazen poměrně masivním obeliskem pokrytých stylizovanými oblaky a anděly. Oblačný dřík symbolizuje oblačný sloup, kterým Bůh vedl Izraelity pouští: "Hospodin šel před nimi ve dne v sloupu oblakovém, a tak je cestou vedl, v noci ve sloupu ohnivém, a tak jim svítil, že mohli jít ve dne i v noci." (Exodus 13). Sloup tím také představuje propojení Nebe a Země - tedy spojení s Bohem.
Téměř 20 metrů vysoký sloup byl postaven na základě závěti místního lékárníka Johanna Clemense Calderara, který odkázal peníze utržené za prodej jeho lékárny na jeho výstavbu. Dar připomíná kartuše s chronogramem, erbem donátora a reliéfem zobrazujícím lékárníka Calderara a jeho manželku modlící se k Panně Marii, umístěná na západní straně podstavce sloupu. Na financování stavby se podíleli i další žatečtí měšťané, jak dokládají kartuše s chronogramy na soklech soch světců na balustrádě. Sloup byl doplněn žateckým sochařem Janem Karlem Vetterem v roce 1735.

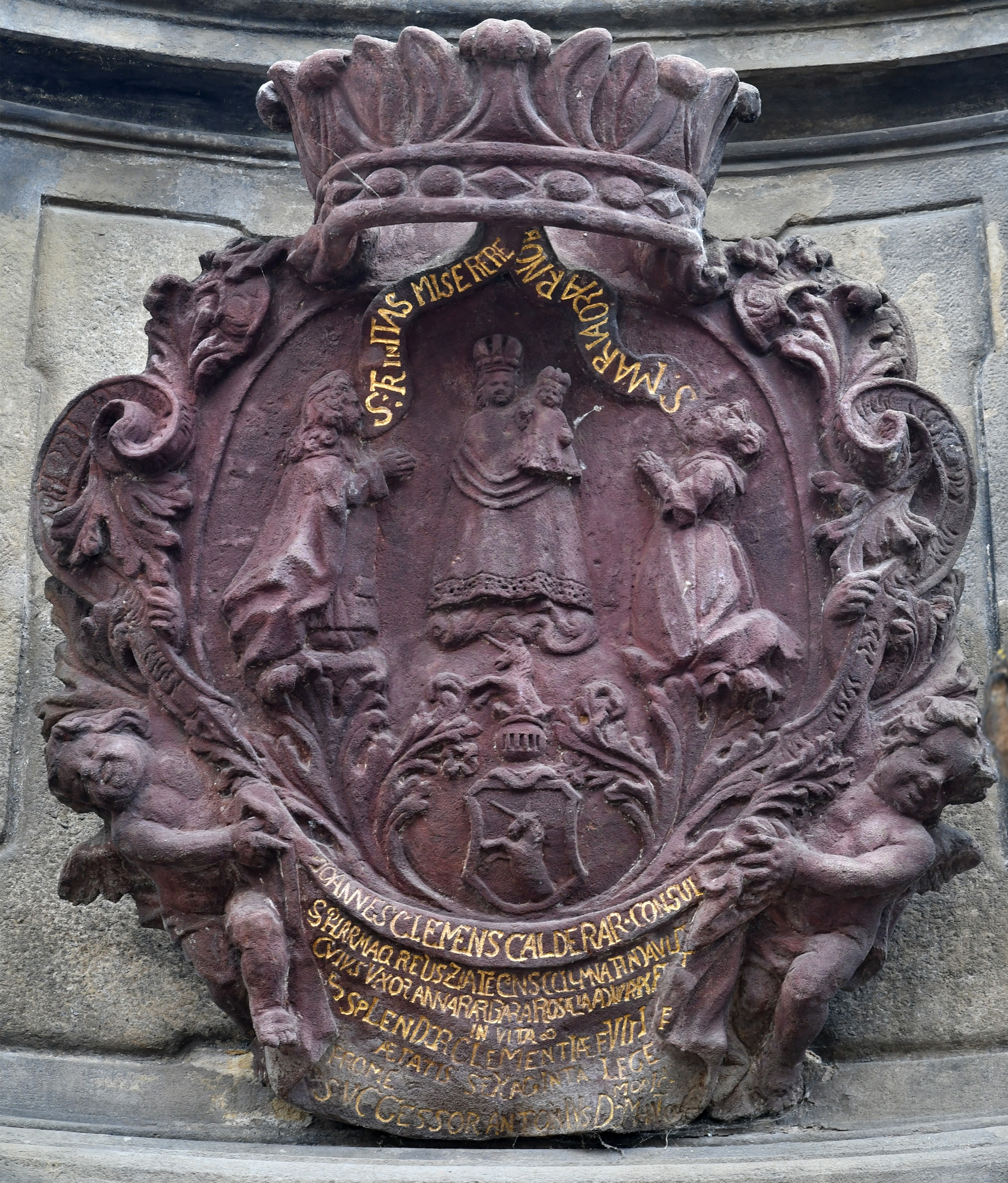
Donátorova kartuše

Sloup je tvořen několikastupňovým stylobatem na půdorysu rovnostranného trojúhelníka na kterém je římsované pódium obdobného půdorysu se soklem nesoucím oblačný obelisk. Sokl je subtilnější než pódium a mí podobný tvar půdorysu. K nárožím soklu jsou připojena tři volutová křídla s mohutnou volutou nesoucí sochy andělů. Vlastní sloup je trojhranný obelisk hustě pokrytý stylizovanými obláčky mezi kterými vykukuje velké množství hlaviček andílků, měnících se na vrcholu v celé postavy andělů podpírajících oblačnou masu s velkým měděným křížem a Nejsvětější trojicí v tradičním ikonografickém pojetí (sedící Bůh Otec, Ježíš po jeho pravici a Duch Svatý jako holubice poletuje u jejich nohou). Sloup je doplněn balustrádou se sochami světců (sv. Jan Nepomucký, sv. Karel Boromejský, sv. Prokop, sv. Antonín Paduánský, sv. Josef Pěstoun s Ježíškem, sv. Václav, sv. Zikmund a sv. Florian) a dvou andělů.